# Papstwahl 1144

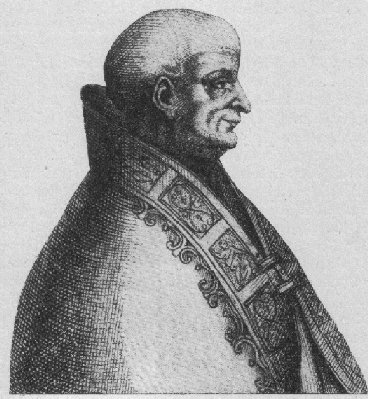
Papst Lucius II.

Die Papstwahl 1144 fand nach dem Tod von Papst Coelestin II. statt und endete mit der Wahl von Gerardo Caccianemici zu Papst Lucius II.

## Wahlablauf
Die Papstwahl fand am 8. März 1144 unmittelbar nach dem Tod von Papst Coelestin II., nach nur fünfmonatigem Pontifikat, in Rom statt und endete am folgenden Tag. Die Wahl fand im Schatten einer Revolution um die weltliche Herrschaft der Stadt Rom statt. Coelestin II. hatte niemals die volle Kontrolle über die Stadt erlangt. Außerdem musste er den Forderungen von König Roger II. von Sizilien entgegentreten. Dieses Problem blieb bestehen, da er sich weigerte, die von Innozenz II. bestätigten Privilegien ebenfalls zu bestätigen.
Die in Rom anwesenden Kardinäle wählten Kardinal Gerardo Caccianemici, Kardinalpriester von Santa Croce in Gerusalemme und ehemaligen Regularkanoniker von San Frediano di Lucca. Ort und Datum der Wahl ist nicht überliefert. Da der Gewählte Kanzler des heiligen Stuhls und ein enger Mitarbeiter von Innozenz II. und Coelestin II. war, sollte nach dem Willen der Kardinäle die Politik der Kaisernähe und des Kampfes gegen König Roger II. fortgesetzt werden. Der Gewählte nahm den Namen Lucius II. an und erhielt am 12. März 1144 die Bischofsweihe von Alberic de Beauvais, dem Bischof von Ostia.

## Kardinäle
Das Kardinalskollegium umfasste im März 1144 neununddreißig Kardinäle. Aufgrund der Signaturen auf den päpstlichen Bullen 1144 und den verfügbaren Daten über die Mission der Kardinäle haben nicht mehr als sechsunddreißig an der Wahl teilgenommen:
| Kardinal                      | Kardinaltitel                                     | Kreiert            | Kreiert von   | Anmerkungen                                                                            |
| ----------------------------- | ------------------------------------------------- | ------------------ | ------------- | -------------------------------------------------------------------------------------- |
| Corrado Demetri della Suburra | Kardinalbischof von Sabina                        | 1113/14            | Paschalis II. | Dekan des Heiligen Kollegiums Zukünftiger Papst Anastasius IV. (1153–1154)             |
| Theodwin, OSB                 | Kardinalbischof von Santa Rufina                  | ca. 1133           | Innozenz II.  |                                                                                        |
| Alberic de Beauvais, OSBCluny | Kardinalbischof von Ostia                         | 3. April 1138      | Innozenz II.  |                                                                                        |
| Étienne de Châlons, OCist     | Kardinalbischof von Palestrina                    | 21. Februar 1141   | Innozenz II.  |                                                                                        |
| Imar, OSBCluny                | Kardinalbischof von Tusculum                      | 13. März 1142      | Innozenz II.  |                                                                                        |
| Pietro                        | Kardinalbischof von Albano                        | 17. September 1143 | Innozenz II.  |                                                                                        |
| Gerardo Caccianemici, CanReg  | Kardinalpriester von Santa Croce in Gerusalemme   | 9. März 1123       | Calixt II.    | Kardinalprotopriester Kanzler der Heiligen Römischen Kirche Gewählter Papst Lucius II. |
| Guido Florentinus             | Kardinalpriester von San Crisogono                | 1139               | Innozenz II.  |                                                                                        |
| Rainiero                      | Kardinalpriester von Santa Prisca                 | 22. Dezember 1139  | Innozenz II.  |                                                                                        |
| Goizo                         | Kardinalpriester von Santa Cecilia                | 22. Dezember 1139  | Innozenz II.  |                                                                                        |
| Gregorio della Suburra        | Kardinalpriester von Santa Maria in Trastevere    | 1. März 1140       | Innozenz II.  |                                                                                        |
| Tommaso                       | Kardinalpriester von San Vitale                   | 1. März 1140       | Innozenz II.  |                                                                                        |
| Pietro                        | Kardinalpriester von Santa Pudenziana             | 20. September 1140 | Innozenz II.  | Erzpriester des Petersdom                                                              |
| Ubaldo Allucingoli            | Kardinalpriester von Santa Prassede               | 16. Dezember 1138  | Innozenz II.  | Zukünftiger Papst Lucius III. (1181–1185)                                              |
| Ubaldo                        | Kardinalpriester von Santi Giovanni e Paolo       | 19. Dezember 1141  | Innozenz II.  |                                                                                        |
| Gilberto                      | Kardinalpriester von San Marco                    | 13. März 1142      | Innozenz II.  |                                                                                        |
| Niccolo                       | Kardinalpriester von San Ciriaco                  | 13. März 1142      | Innozenz II.  |                                                                                        |
| Manfredo                      | Kardinalpriester von Santa Sabina                 | 17. Dezember 1143  | Coelestin II. |                                                                                        |
| Rainiero                      | Kardinalpriester von Santo Stefano in Monte Celio | 17. Dezember 1143  | Coelestin II. |                                                                                        |
| Guido de Summa                | Kardinalpriester von San Lorenzo in Damaso        | 17. Dezember 1143  | Coelestin II. |                                                                                        |
| Ariberto                      | Kardinalpriester von Sant’Anastasia               | 17. Dezember 1143  | Coelestin II. |                                                                                        |
| Gregorio Tarquini             | Kardinaldiakon von Santi Sergio e Bacco           | 9. März 1123       | Calixt II.    | Kardinalprotodiakon                                                                    |
| Odone Bonecase                | Kardinaldiakon von San Giorgio in Velabro         | 4. März 1132       | Innozenz II.  |                                                                                        |
| Guido Pisano                  | Kardinaldiakon von Santi Cosma e Damiano          | 4. März 1132       | Innozenz II.  |                                                                                        |
| Gerardo                       | Kardinaldiakon von Santa Maria in Domnica         | 27. Mai 1138       | Innozenz II.  |                                                                                        |
| Guido de Castro Ficeclo       | Kardinaldiakon                                    | 1139               | Innozenz II.  |                                                                                        |
| Pietro                        | Kardinaldiakon von Santa Maria in Aquiro          | 21. Februar 1141   | Innozenz II.  |                                                                                        |
| Pietro                        | Kardinaldiakon von Santa Maria in Portico         | 19. September 1141 | Innozenz II.  |                                                                                        |
| Gregorio                      | Kardinaldiakon                                    | 19. Dezember 1141  | Innozenz II.  |                                                                                        |
| Gregorio                      | Kardinaldiakon von Sant’Angelo in Pescheria       | 17. Dezember 1143  | Coelestin II. |                                                                                        |
| Astaldo degli Astalli         | Kardinaldiakon von Sant’ Eustachio                | 17. Dezember 1143  | Coelestin II. |                                                                                        |
| Giovanni Caccianemici, CanReg | Kardinaldiakon von Santa Maria Nuova              | 17. Dezember 1143  | Coelestin II. | Neffe des Gewählten                                                                    |
| Giovanni Paparoni             | Kardinaldiakon von Sant Adriano                   | 17. Dezember 1143  | Coelestin II. |                                                                                        |
| Ugo Novariensis               | Kardinaldiakon von Santa Lucia in Orphea          | 17. Dezember 1143  | Coelestin II. |                                                                                        |
| Rodolfo                       | Kardinaldiakon von Santa Lucia in Septisolio      | 17. Dezember 1143  | Coelestin II. |                                                                                        |

Zweiundzwanzig Kardinäle kreierte Papst Innozenz II., zehn Coelestin II., zwei Calixt II. und einen Paschalis II.

## Abwesende Kardinäle
| Kardinal                       | Kardinaltitel                                  | Kreiert           | Kreiert von  | Anmerkungen                                                                             |
| ------------------------------ | ---------------------------------------------- | ----------------- | ------------ | --------------------------------------------------------------------------------------- |
| Rainaldo di Collemezzo, OSBCas | Kardinalpriester von Santi Marcellino e Pietro | ca. 1139–1141     | Innozenz II. | Abt von Montecassino (externer Kardinal)                                                |
| Adenulf, OSB                   | Kardinaldiakon von Santa Maria in Cosmedin     | 16. Dezember 1132 | Innozenz II. | Abt von Farfa; päpstlicher Legat in Deutschland                                         |
| Ottaviano de Monticelli        | Kardinaldiakon von San Nicola in Carcere       | 25. Februar 1138  | Innozenz II. | Päpstlicher Legat im Königreich Sizilien; zukünftiger Gegenpapst Victor IV. (1159–1164) |